# Тируно (Бриндизи)
Тируно (итал. Tirunno) је насеље у Италији у округу Бриндизи, региону Апулија.
Према процени из 2011. у насељу је живело 24 становника. Насеље се налази на надморској висини од 377 м.